# VIPA
Pour l’article homonyme, voir Adresse IP virtuelle.
 (juillet 2008).
Si vous disposez d'ouvrages ou d'articles de référence ou si vous connaissez des sites web de qualité traitant du thème abordé ici, merci de compléter l'article en donnant les références utiles à sa vérifiabilité et en les liant à la section « Notes et références ».
VIPA est une société allemande basée à Herzogenaurach en Bavière. Elle est spécialisée dans la fabrication d'automates programmables et d'afficheurs industriels.
En quelques années, l'entreprise est passée du statut de spécialiste pour la fourniture de modules compatibles Siemens à celui d'un fournisseur d'automates à la gamme complète:
Une offre globale pour les applications d'automatisation
- System 100V – Automatismes compacts
- System 200V – Automatismes modulaires
- System 300V – Automatismes centralisés et décentralisés
- System 300S – Automatismes très hautes performances avec la technologie SPEED7
- System 500V – Carte PC API avec la technologie SPEED7
- Touch Panel – Afficheurs (Interface opérateurs)
- Logiciels
- Accessoires

VIPA s'est imposé dans le secteur des automatismes comme fournisseur de clients de renom en innovant tout en étant à l'écoute de ses clients et en s'assurant de leurs satisfactions.
À noter toutefois les actions en justice de Siemens lancées en Décembre 2004 (Case C-59/05) pour usage abusif des références produits.
En 2012 YASKAWA, le leader mondial de la robotique et de la mecatronique a acheté VIPA GmbH. En rachetant VIPA, YASKAWA a créé son pôle Drive, Motion and Control avec une offre unique sur le maché. Les automates et Entrées sorties VIPA viennent compléter l'offre déjà très riche de servomoteurs, de contrôleur de machine, de variateurs de fréquences. 